# Vespa 125 GT
Die Vespa 125 GT war ein Motorroller des Herstellers Piaggio, der seine klassische Produktlinie unter dem Markennamen Vespa vertreibt.

## Modellgeschichte
Die 1966 präsentierte Vespa 125 GT, das GT steht dabei für Gran Turismo, ist die Nachfolgerin der Vespa 125 Super (VNC). Von dieser erhält sie auch den Motor, baut aber sonst auf dem Rahmen der Vespa 150 Sprint auf. Durch eine Erhöhung der Kompression verfügt sie nun über 6,27 PS.
Die Vespa 125 GTR unterscheidet sich optisch kaum von der Vespa 125 GT, hat aber im Gegensatz zu dieser eine Doppelsitzbank. Sogar am Heck der GTR prangt der Schriftzug „Gran Turismo“, lediglich am Beinschild steht ein kleines „R“ unter der Bezeichnung „Vespa GT“.

## Technische Daten
|                         | Vespa 125 Super                        | Vespa 125 GT (Gran Turismo)            | Vespa 125 GTR (Gran Turismo R)         | Vespa 125 TS (Turismo Speciale)        |
| ----------------------- | -------------------------------------- | -------------------------------------- | -------------------------------------- | -------------------------------------- |
| Baujahre                | 1965–1969                              | 1966–1973                              | 1968–1976                              | 1975–1976                              |
| Präfix der Rahmennummer | VNC1T                                  | VNL2T                                  | VNL2T                                  | VNL3T                                  |
| Motor                   | Einzylinder-Zweitaktmotor, Kickstarter | Einzylinder-Zweitaktmotor, Kickstarter | Einzylinder-Zweitaktmotor, Kickstarter | Einzylinder-Zweitaktmotor, Kickstarter |
| Bohrung × Hub           | 52,5 × 57 mm                           | 52,5 × 57 mm                           | 52,5 × 57 mm                           | 52,5 × 57 mm                           |
| Hubraum                 | 123,4 cm³                              | 123,4 cm³                              | 123,4 cm³                              | 123,4 cm³                              |
| Verdichtung             | 7,7 : 1                                | 7,8 : 1                                | 7,8 : 1                                | 8,0 : 1                                |
| Nennleistung            | 6,16 PS (5 kW) bei 5000/min            | 6,27 PS (5 kW) bei 5000/min            | 6,27 PS (5 kW) bei 5000/min            | 6,7 PS (5 kW) bei 5000/min             |
| Gemischaufbereitung     | Vergaser                               | Vergaser                               | Vergaser                               | Vergaser                               |
| Getriebe                | 4-Gang-Getriebe mit Handschaltung      | 4-Gang-Getriebe mit Handschaltung      | 4-Gang-Getriebe mit Handschaltung      | 4-Gang-Getriebe mit Handschaltung      |
| Maße (L × B × H)        | 1770 × 670 × 895 mm                    | 1770 × 670 × 895 mm                    | 1770 × 670 × 895 mm                    | 1770 × 670 × 895 mm                    |
| Radstand                | 1180 mm                                | 1180 mm                                | 1180 mm                                | 1180 mm                                |
| Bremsen                 | Trommelbremsen vor und hinten          | Trommelbremsen vor und hinten          | Trommelbremsen vor und hinten          | Trommelbremsen vor und hinten          |
| Leergewicht             | 89 kg                                  | 89 kg                                  | 89 kg                                  | 89 kg                                  |
| Höchstgeschwindigkeit   | 85 km/h                                | 87 km/h                                | 87 km/h                                | 93 km/h                                |